# 葉國情
葉國情（2001年2月14日—） ，為台灣棒球選手，曾效力於中華職棒富邦悍將，守備位置為投手。於2019年季中選秀會中被富邦悍將以第7輪第38順位選進。2021年季末遭到釋出，生涯無一軍出賽記錄。

## 經歷
- 花蓮縣春日國小
- 花蓮縣玉里國小少棒隊
- 花蓮縣三民國中青少棒隊
- 花蓮縣瑞穗國中田徑隊
- 花蓮縣立體育高級中等學校青棒隊
- 中華職棒富邦悍將（2019年－2021年）

## 外部連結
- 葉國情在台灣棒球維基館上的頁面（繁體中文）